# Hauru no Ugoku Shiro (trilha sonora)
A trilha sonora original de Hauru no Ugoku Shiro, filme de animação dirigido por Hayao Miyazaki, apresenta faixas compostas por Joe Hisaishi e foi originalmente lançada no dia 19 de novembro de 2004 através do Studio Ghibli Records e Tokuma Shoten. Suas gravações decorreram nos estúdios de gravação Sumida Triphony Hall e Wonder Station, ambos localizados em Tóquio, e interpretada pela Orquestra Filarmônica Novo Japão. O compositor admitiu que para trilha, visitou a região de Alsácia, França, afirmando que "a produziu voltada ao ocidente". Em destaque, a canção de abertura resplandece ao cenário da era vitoriana na trama e tem uma ludicidade suntuosa que é o reflexo carismático do personagem Howl.
O tema principal do projeto, "Sekai No Yakusoku", cujo lançamento como single ocorreu em 27 de outubro de 2004 é interpretado por Chieko Baishō com composição de Yumi Kimura e letras de Shuntarō Tanikawa.

## Produção
Joe Hisaishi é o responsável pela música de Hauru no Ugoku Shiro, compondo canções que refletem perfeitamente a atmosfera onírica do romance Howl's Moving Castle, em que o filme é baseado. A experiência foi muito abundante para Hisaishi, pois suas inspirações musicais vieram de Hayao Miyazaki, que lhe pediu que criasse um tema e variações para a personagem Sophie — que durante o filme vai dos 18 aos 90 anos. Conforme o compositor, toda a dificuldade do trabalho vinha dessas variações. Por vezes cómica e romântica, a música é utilizada ao longo da película, significando ser necessário muito trabalho técnico para se alcançar o resultado desejado. A trilha sonora possui semelhanças com a de Sen to Chihiro no Kamikakushi, evocando influências do trabalho de John Williams. Entretanto, há menos variedade em Chihiro: o tema principal, uma valsa, é executada ao longo da obra. Apesar de sua força lírica, a trilha é mais subjugada.

## Lista de faixas
| Hauru no Ugoku Shiro – Edição original do Japão | |         |  |
| N.º                                             | Título | Duração |  |
| 1.                                              | "Oopuningu - Jinsei no Meriigoorando (人生のメリーゴーランド-オープニング-)"                              | 2:33    |  |
| 2.                                              | "Youki na Keikihei (陽気な軽騎兵)"                                                                        | 0:51    |  |
| 3.                                              | "Kuuchuu Sanpo (空中散歩)"                                                                                | 2:14    |  |
| 4.                                              | "Tokimeki (ときめき)"                                                                                     | 0:20    |  |
| 5.                                              | "Araji no Majo (荒地の魔女)"                                                                              | 0:59    |  |
| 6.                                              | "Sasurai no Sofī (さすらいのソフィー)"                                                                    | 4:19    |  |
| 7.                                              | "Mahou no Tobira (魔法の扉)"                                                                              | 5:27    |  |
| 8.                                              | "Kienai Noroi (消えない呪い)"                                                                             | 0:45    |  |
| 9.                                              | "Oosouji (大掃除)"                                                                                        | 1:22    |  |
| 10.                                             | "Hoshi no Umi he (星の湖へ)"                                                                              | 4:13    |  |
| 11.                                             | "Shizuka na Omoi (静かな想い)"                                                                            | 0:27    |  |
| 12.                                             | "Ame no Naka de (雨の中で)"                                                                               | 1:28    |  |
| 13.                                             | "Kyoei to Tomodachi (虚栄と友情)"                                                                         | 3:58    |  |
| 14.                                             | "90-sai no Shōjo (90歳の少女)"                                                                            | 1:01    |  |
| 15.                                             | "Sariman no Mahoujin ~ Shiro he no Kikan (サリマンの魔法陣~城への返還)"                                   | 5:22    |  |
| 16.                                             | "Himitsu no Doukutsu (秘密の洞穴)"                                                                        | 2:33    |  |
| 17.                                             | "Hikkoshi (引越し)"                                                                                       | 3:05    |  |
| 18.                                             | "Hanazono (花園)"                                                                                         | 2:58    |  |
| 19.                                             | "Hashire! (走れ!)"                                                                                        | 0:57    |  |
| 20.                                             | "Koi da ne (恋だね)"                                                                                      | 1:11    |  |
| 21.                                             | "Famirii (ファミリー)"                                                                                    | 1:24    |  |
| 22.                                             | "Senka no Koi (戦火の恋)"                                                                                 | 2:56    |  |
| 23.                                             | "Dasshutsu (脱出)"                                                                                        | 1:32    |  |
| 24.                                             | "Sofī no Shiro (ソフィーの城)"                                                                            | 2:38    |  |
| 25.                                             | "Hoshi o Nonda Shounen (星をのんだ少年)"                                                                  | 7:29    |  |
| 26.                                             | "Endingu - Sekai no Yakusoku ~ Jinsei no Meriigoorando (世界の約束~人生のメリーゴーランド-エンディング-)" | 6:50    |  |
| Duração total:                                  | Duração total:                                                                                            | 68:52   |  |

Notas
- Todas as faixas foram compostas por Joe Hisaishi, em exceção "Sekai No Yakusoku", que possui autoria de Yumi Kimura com Shuntarō Tanikawa creditada como letrista.

## Créditos
Todo o processo de elaboração de Hauru no Ugoku Shiro atribui os seguintes créditos:
Locais de gravação
| - Gravada nos estúdios Wonder Station e Sumida Triphony Hall em Tóquio, Japão - Mixada no Wonder Station em Tóquio, Japão |

Equipe
| - Atsuko Ikegami — produção - Chieko Baishō — vocalista (faixa 26) - Hiroshi Kuwahara — gravação - Hiroyuki Akita — engenheiro - Hiroyuki Hosaka — masterização - Ikuko Okamoto — gestão - Joe Hisaishi — arranjo, composição, condução, piano, produção - Junko Ishino — design - Kazumi Inagi — A&R - Ken Muramatsu — gravação - Kenji Ashimoto — produção - Kugimoto Ryūzō — gravação | - Masashi Okada — gravação - Masaya Yasue — gravação - Masayoshi Okawa — gravação - Noboru Yakuyama — gravação - Noriko Tsushi — A&R - Ryuzo Nagimoto — gravação - Shuntarō Tanikawa — letrista - Suminobu Hamada — engenheiro, mixagem - Tomoko Okada — A&R - Toshio Suzuki — produção executiva - Yukihiko Hashimoto — gestão - Yumi Kimura — composição |

## Histórico de lançamento
| Região         | Data                   | Formato(s)            | Gravadora(s)                          |
| -------------- | ---------------------- | --------------------- | ------------------------------------- |
| Japão          | 19 de novembro de 2004 | CD · download digital | Studio Ghibli Records · Tokuma Shoten |
| Japão          | 3 de novembro de 2020  | Vinil                 | Studio Ghibli Records · Tokuma Shoten |
| Estados Unidos | 12 de novembro de 2020 | Vinil                 | SGHI                                  |